# Дель Негро, Мэттью
Мэттью Дель Негро (англ. Matthew Del Negro, род. 2 августа 1972) — американский телевизионный актёр, который появился в более сорока телевизионных шоу и нескольких кинофильмах. Его первая значимая роль была в сериале HBO «Клан Сопрано», где он появился в восьми эпизодах с 2002 по 2007 год. В 2005-06 годах, Дель Негро также имел второстепенную роль в сериале NBC «Западное крыло».
Дель Негро в разные годы появился в «Закон и порядок», «Морская полиция: Спецотдел», «Звёздные врата: Атлантида», «C.S.I.: Место преступления Майами», «Родители», «Хорошая жена», «Мыслить как преступник» и «Ведьмы Ист-Энда». У него был второстепенные роли в «Славные люди» (ABC Studios, 2006), «Такая разная Тара» (Showtime, 2009—2010), «Двойник» (The CW, 2012), «Риццоли и Айлс» TNT, 2011—2013) и «Морская полиция: Лос-Анджелес» (CBS, 2014). В период между 2013—2014 годами, Дель Негро одновременно появлялся в сериалах «Любовницы» на ABC и «Волчонок» на MTV. Осенью 2014 года он присоединился в роли проститута Майкла к четвёртому сезону сериала Шонды Раймс «Скандал».